# Uppbrott
Uppbrott är en kortfilm som spelades in 1948. Filmen gjordes av filmaren Arne Sucksdorff, som bara något år tidigare som förste svensk belönats med en Oscar. Katarina Taikon, som medverkade i filmen, var bara sexton år när den spelades in. Filmens syfte var att visa hur romerna levde men vissa menar att den gav en romantiserad och förenklad bild av den hårda tillvaron som romerna hade.